# Ōnojō
Ōnojō è una città giapponese della prefettura di Fukuoka.